# 大丰街道
大丰街道，是中华人民共和国四川省成都市新都区下辖的一个乡镇级行政单位。

## 行政区划
大丰街道下辖以下地区：
南丰社区、教堂社区、华美社区、皇花社区、铁路社区、甫家社区、方营社区、三元社区、赵家社区、双林社区、王桥社区、高堆社区、太平社区、高家社区和崇义社区。